# Église en bois de l'Ascension de Kućani
Pour les articles homonymes, voir Église de l'Ascension.
L'église en bois de l'Ascension de Kućani (en serbe cyrillique : Црква брвнара у Кућанима ; en serbe latin : Crkva brvnara u Kućanima) est une église orthodoxe serbe située à Kućani, dans la municipalité de Nova Varoš et dans le district de Zlatibor, en Serbie. Elle est inscrite sur la liste des monuments culturels de grande importance de la république de Serbie (identifiant no SK 200),.

## Présentation
L'église est située sur les pentes méridionales des monts Zlatibor, près du mont Murtenica, sur le territoire du village de Kućani et au hameau de Peta. Elle est dédiée à l'Ascension, ou, selon d'autres sources, à la Nativité de la Mère de Dieu.
On ne sait pas exactement quand l'édifice a été érigé ; souvent datée du XVIIIe siècle, l'église a probablement été construite au XIXe siècle ; la difficulté de datation vient de ce que des sources écrites mentionnent deux églises-cabanes, l'une remontant à 1772 et l'autre datant de 1832,. Ce que l'on sait de l'histoire de l'église doit beaucoup à la Chronique de l'église de Negbina ; cette histoire est liée à la famille sacerdotale Popović de Kućani.
Bien que très petite, cette église est l'œuvre d'habiles constructeurs de la région de Stari Vlah, qui l'ont réalisée sur le modèle des maisons dans lesquelles ils vivaient. De plan rectangulaire, elle est dotée d'une abside et d'un narthex ; elle mesure 6,5 m de long sur 3 m de large et la hauteur sous plafond est de seulement 2 m. Elle est constituée de rondins en pin ; le toit est recouvert de bardeaux,.
À l'intérieur, le sol est recouvert de dalles de pierre de forme irrégulière. Dans l'angle sud-ouest de la nef se trouve un bénitier en pierre.
La valeur particulière de l'édifice est due aux portes royales peintes par Simeon Lazović, un artiste de Bijelo Polje. Intégrées dans une structure en bois doré, les peintures représentent deux Prophètes et la scène de l'Annonciation ; l'inscription préservée précise que ces portes ont été réalisées pour « l'église du Saint-Archange » et qu'elles datent de 1780,. Cette inscription a favorisé l'hypothèse d'une datation de l'église au XVIIIe siècle mais aucun document n'atteste un changement de saint patron et il est impossible d'affirmer de manière fiable que les portes de Lazović étaient destinées à l'église dans laquelle elles se trouvent aujourd'hui,.
Des travaux de restauration ont été effectués en 1953 et 1981,.